# Kolibřík vlaštovčí
Kolibřík vlaštovčí (Eupetomena macroura) je druh většího kolibříka obývající Jižní Ameriku, především pak Brazílii. Oficiálně je řazen do monotypického rodu Eupetomena, avšak též je možné vidět jej řazeného do rodu Campylopterus. Tento druh je typický nejen pestrým zbarvením, ale především široce rozeklaným ocasem, který dospělci mají.

## Taxonomie
Kolibřík vlaštovčí byl poprvé popsán v roce 1788 německým přírodovědcem Johannem Friedrichem Gmelinem (1748–1804). Ten zvažoval i zařazení druhu do rodů Trochilus nebo Campylopterus. V současné době bývá uváděno pět různých poddruhů, přičemž poslední z nich byl popsán až roku 1988.
- Eupetomena macroura boliviana Zimmer, 1950, obývá severovýchodní Bolívii, oproti nominátnímu poddruhu je spíše zeleně zbarvený.
- Eupetomena macroura cyanoviridis Grantsau, 1988, obývá hornatý pás Serra do Mar v jihovýchodní Brazílii.
- Eupetomena macroura hirundo Gould, 1875, obývá východní Peru, zbarvení je spíše modré a méně výrazné než u nominátního poddruhu.
- Eupetomena macroura macroura (Gmelin, 1788), obývá především brazilské státy Amapá, Pará, Mato Grosso, jihozápadní Goiás,  Minas Gerais, São Paulo, Santa Catarina a Paraná.
- Eupetomena macroura simoni Hellmayr, 1929, obývá severovýchodní Brazílii, především státy Maranhão, Piauí, Ceará, Pernambuco a Bahia. Oproti nominátnímu poddruhu je jejich modrá tmavší a též většina těla, která je u nominátního poddruhu zbarvená zeleně, je i u E. m. simoni modrá.

## Popis

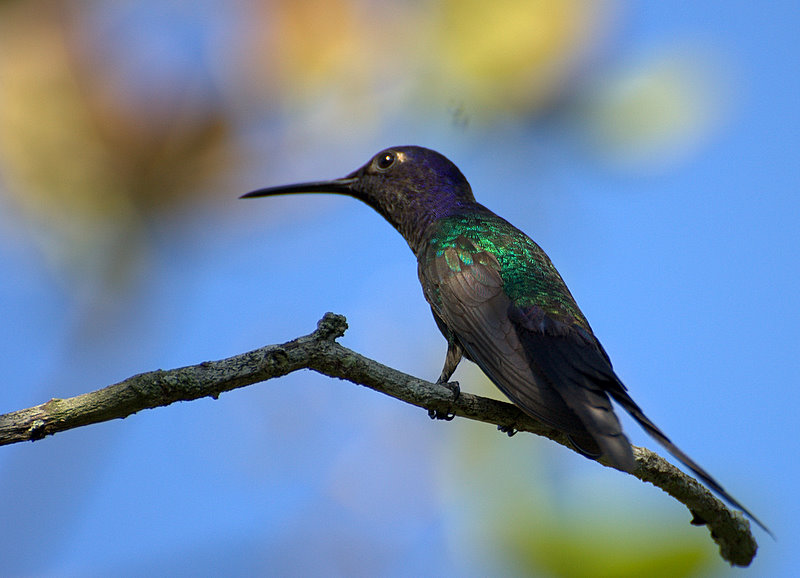
Dospělý jedinec v São Paulu

S délkou těla 15 až 17 cm a hmotností 9 g se jedná o poměrně velký druh kolibříka (pro porovnání: délka těla kolibříků rubínohrdlých se pohybuje okolo 10 cm). Téměř polovinu z celé délky těla ale tvoří dlouhý ocas. Křídla měří přibližně 8 cm. Samce a samice od sebe prakticky nelze rozeznat: neexistuje zde pohlavní dimorfismus. Jediným možným faktorem je délka těla: samice jsou o něco kratší a obecně drobnější. Mladí jedinci vypadají jako samice, ale jejich hlava bývá zbarvená spíše do hněda. Dospělé kolibříky vlaštovčí je možné zaměnit s kolibříky fialovotemennými (Thalurania glaucopis), ti mají též modrou hlavu a zbytek těla převážně zelený.
Kolibřík vlaštovčí je pestře zbarvený: zatímco hlava bývá zářivě fialová, hrdlo a náprsenka jsou leskle modré a zbytek těla bývá zelený. Spodní strana ocasu je tmavá až černá. Zobák je, podobně jako u jiných druhů kolibříků, velmi dlouhý, úzký a šedé barvy. Drobné nohy jsou též šedé.

## Výskyt a populace

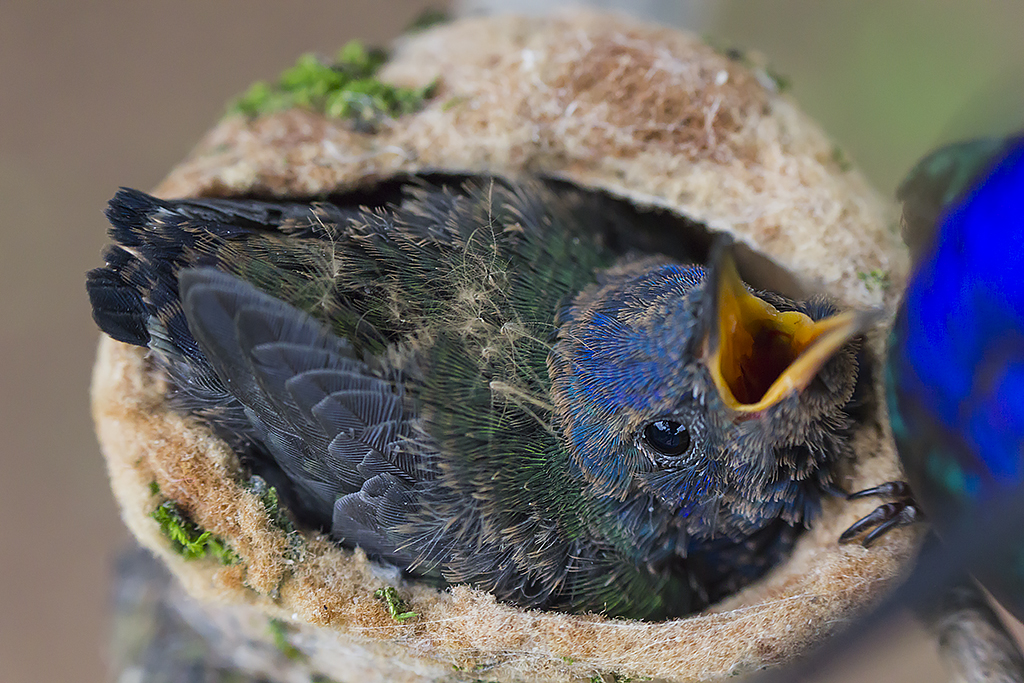
Ptáče v hnízdě

Kolibříci vlaštovčí vyhledávají především brazilské biomy Caatinga a Cerrado, ale také přiléhající bolivijské a paraguayské oblasti. Dále také obývá pobřežní oblasti od Francouzské Guayany, přes jižní Surinam až po jihobrazilský stát Santa Catarina. Spíše než hustě zalesněný prales, kterému se vyhýbají, vyhledávají otevřené oblasti jižního a východního okraje povodní Amazonky, ostrov Marajó nebo okolí řeky Tapajós. Obývají i parky nebo zahrady velkých měst, jako je například São Paulo. Dále také preferují oblasti s nižší nadmořskou výškou, maximálně do 1 500 m.
Nejedná se o stěhovavý druh, jen některé severní populace se během studených zimních měsíců přesouvají více na jih, avšak ne na velké dálky.
Až do roku 1970 bylo možné ptáky ze země svobodně vyvážet a právě kolibřík vlaštovčí byl častým cílem chovatelů okrasných ptáků i překupníků. Právě roku 1970 bylo díky CITES silně omezeno vyvážení ptáků a protože se jedná o druh, kterému je v zajetí těžké zajistit vhodné podmínky, prakticky vůbec nelze kolibříky vlaštovčí vidět v zajetí, ať už jde o zoologické zahrady nebo soukromé chovatele. Mezinárodní svaz ochrany přírody (IUCN) přiřadil druhu status málo dotčený (LC).

## Potrava a rozmnožování

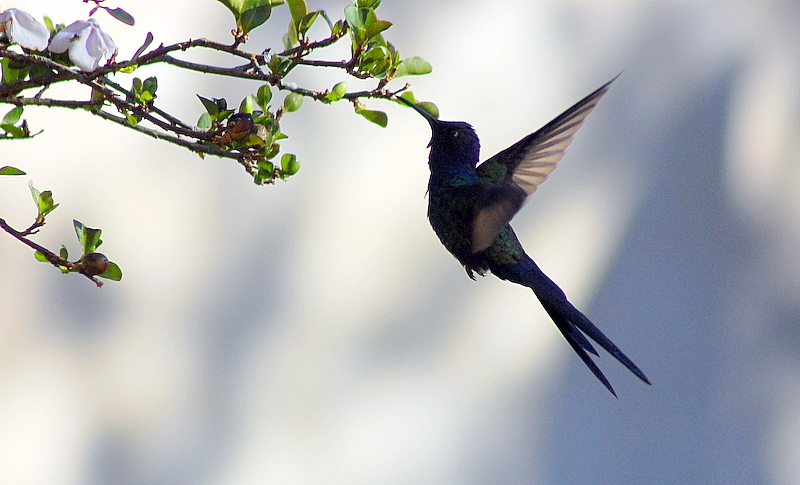
Dospělý kolibřík vlaštovčí při sání nektaru z květů

Kolibříci vlaštovčí sbírají potravu jak na zemi, tak v korunách a větvích stromů. Živí se především nektarem z květů podpětovitých (Gesneriaceae), broméliovitých (Bromeliaceae), mořenovitých (Rubiaceae) a myrtovitých (Myrtaceae) rostlin. Dále také nektarem z bobovitých (Fabaceae) a slézovitých (Malvaceae) rostlin. Z bobovitých rostlin jde speciálně o druh Erythrina speciosa. Krom nektaru ale chytají také malý hmyz a v jihovýchodní Brazílii se živí i z krmítek v parcích a zahradách.
Při shánění potravy mohou být kolibříci vlaštovčí agresivní i vůči mnohem větším druhům ptáků, jako jsou sojky kadeřavé (Cyanocorax cristatellus) nebo kukačky ani (Crotophaga ani). Pokud se jedná o výrazně větší ptáky, například jestřáby nebo kukačky guira (Guira guira), kolibřík vlaštovčí většinou jen spustí varovné volání. Byla ale pozorována samice, která zaútočila na více než stokrát těžší káni bělohrdlou (Buteo swainsoni). I přesto ale samice často neubrání svá hnízda před kosmany bělovousými (Callithrix jacchus), kteří z nich vybírají vejce. Vůči lidem se běžně agresivně nechovají.
Kolibříci vlaštovčí byli pozorováni při nošení trávy na stavbu hnízd mezi červencem a zářím a v prosinci. Hnízdo, které staví společně, má tvar kalíšku, uvnitř je vyztuženo mechy a lišejníky, zatímco zvenku jej drží vlákna z rostlin. Bývá umístěno na vodorovných větvích nižších stromů a keřů (obvykle méně než 3 m, maximálně do 15 m). Do hnízda samice naklade dvě čistě bílá vejce, o která se i po vylíhnutí ptáčat stará sama.
Z vajec se přibližně po 15 dnech líhnou holá ptáčata tmavší barvy. Přibližně po pěti dnech jim začne růst peří, v tu dobu je samice krmí i jednou až dvakrát za hodinu. 22 až 24 dnů od vylíhnutí jsou již ptáčata plně opeřená, za další tři týdny jsou plně samostatná. Pohlavní dospělosti pak dosahují mezi prvním a druhým rokem života.